# Heerlerbaan
De Heerlerbaan (Limburgs: Heëlebaan) is een stadsdeel van de Nederlandse gemeente Heerlen. Het ligt in het zuidoosten van de gemeente op het Plateau van Schaesberg. De Heerlerbaan telt 9500 inwoners (2017), en is hiermee het kleinste stadsdeel van de gemeente Heerlen. In Heerlerbaan liggen onder andere twee kerken, winkels en woongebied.
Hoewel velen denken dat de naam Heerlerbaan is genoemd naar de "weg naar Heerlen" is de oorspronkelijke naam "Heirbaan", wat wil zeggen '(Romeinse) hoofdweg voor het leger'.
Het stadsdeel Heerlerbaan omvat het hele zuidelijke gedeelte van de gemeente Heerlen en wordt gevormd door de woonwijken Heerlerbaan-Centrum, Heerlerbaan-Schil, bedrijventerrein De Beitel en het buitengebied Imstenrade. Tot in de jaren twintig van de twintigste eeuw was er nog geen sprake van stedelijke ontwikkeling in dit gebied en bestond het nog voornamelijk uit landbouwgronden waartussen verspreid een aantal buurtschappen en gehuchten lagen. De bebouwing concentreerde zich toen rond de bovenloop van de Caumerbeek (Bautsch, Caumer en Rukker) en de voormalige rijksweg tussen Heerlen en Aken (Heerlerbaan (of nog eerder: Akerbaan), Locht en Valkenhuizen). Verder in het buitengebied lagen nog de kernen Beitel en Vrusschehueske. Veel van de oorspronkelijke bebouwing is nog herkenbaar in de huidige wijkstructuur. De opkomst van de mijnindustrie in de Oostelijke Mijnstreek zorgde ervoor dat het terrein tussen Bautsch, Caumer en Heerlerbaan bebouwd werd voor de huisvesting van de kompels. De eerste woningen werden opgeleverd in 1918. Tevens werden er een rooms-katholieke kerk (de Sint-Josephkerk), een jongens- en een meisjesschool en een politiebureau gevestigd. Na de Tweede Wereldoorlog groeide de wijk verder en raakte het steeds meer aaneengegroeid met de rest van Heerlen. In de jaren 1960 opende er een nieuw modern winkelcentrum en verrezen er hoge flatgebouwen aan de rand van de wijk. De meeste vooroorlogse mijnwerkerswoningen zijn eind twintigste eeuw gesloopt en vervangen door nieuwbouw.

## Bezienswaardigheden
- Sint-Josephkerk
- Vredeskapel

Stadsdelen: Heerlerbaan · Heerlerheide · Heerlen-Stad · Hoensbroek

Wijken: Aarveld-Bekkerveld · De Beitel · Caumerveld-Douve Weien · Eikenderveld · Heerlen-Centrum · Heerlerbaan-Oost · Heerlerbaan-West · Passart · De Hei · Heksenberg · Hoensbroek-De Dem · De Koumen · Maria-Gewanden-Terschuren · Mariarade · Meezenbroek-Schaesbergerveld · Molenberg · Nieuw Lotbroek · Rennemig-Beersdal · Schandelen-Grasbroek · Vrieheide-De Stack · Welten-Benzenrade · Woonboulevard-Ten Esschen · Zeswegen-Nieuw Husken

Buurtschappen en gehuchten: De Euren · Heihoven · Imstenrade · Schurenberg · Terschuren

Limburg: Steden en dorpen      Nederland: Provincies · Gemeenten